# Rodrigo Moreno (friidrottare)
Rodrigo Moreno, född 29 april 1966, är en friidrottare från Colombia. Han deltog vid olympiska sommarspelen 2008.